# لانس كينغ
لانس كينغ (بالإنجليزية: Lance King)‏ هو مغني أمريكي، ولد في 23 نوفمبر 1962.

## وصلات خارجية
- الموقع الرسمي